# Base aèria de Dombarovski
Dombarovski (també com a Tagilom) és una base aèria militar a 6 km al nord-oest del poble de Dombarovski, prop de Iasni a l'Oblast d'Orenburg, Rússia. Operat per les Forces Aèries Soviètiques i posteriorment per la Força Aèria Russa, compta amb esquadrons de caces interceptors i una base d'ICBM (que ha estat adaptat per al llançament de satèl·lits comercials).

## Base interceptora
La instal·lació va comptar amb tres equips de reserva.
Unitats estacionades a Dombarovski inclouen:
- 412 IAP (412è Regiment d'Aviació Interceptor), amb aeronaus Su-9 de principis de la dècada de 1970 i MiG-23M de finals de la mateixa dècada. La 412 IAP va ser dissolta en 1993.
- 763 IAP (763è Regiment d'Aviació Interceptor), amb aeronaus MiG-23 en 1991.[1] Hi ha incertesa sobre aquest regiment.